# ベルリナーAK07
ベルリナーAK07（ドイツ語: Berliner AK 07）は、ドイツ・ベルリンを本拠地とするサッカークラブ。

## 歴史
1907年12月5日に設立された。翌年にサッカー部門が設立された。サッカークラブとしては下位リーグに所属した。
2004年にBSVミッテと合併した。このクラブはトルコ系のクラブであったため、2006年6月にはアンカラスポルと提携した。翌月6日にベルリン・アンカラスポル・クリュビュ07（Berlin Ankaraspor Kulübü 07）に改名し、アンカラ市長の息子がオーナーとなった。これによってクラブカラーであった赤と白を捨ててアンカラスポルのカラーを導入したが、後にクラブカラーもクラブ名も戻した。
2012年8月19日にはアマチュアクラブでありながらDFBポカールでブンデスリーガ所属のTSG1899ホッフェンハイムを破った。

## 本拠地
2006-07シーズンよりポストシュタディオンを本拠地としている。

## タイトル
- フェアバンズリーガ・ベルリン: 1999
- ランデスリーガ・ベルリン: 1995
- ベルリナー・ランデスポカール: 2010, 2012

## 歴代所属選手
- 矢島倫太郎 2019-2023
- 山田真史 2022-